# Sugaentulus masumii
Sugaentulus masumii är en urinsektsart som beskrevs av Imadaté 1978. Sugaentulus masumii ingår i släktet Sugaentulus och familjen lönntrevfotingar. Inga underarter finns listade i Catalogue of Life.